# Boog en muren van Augustus

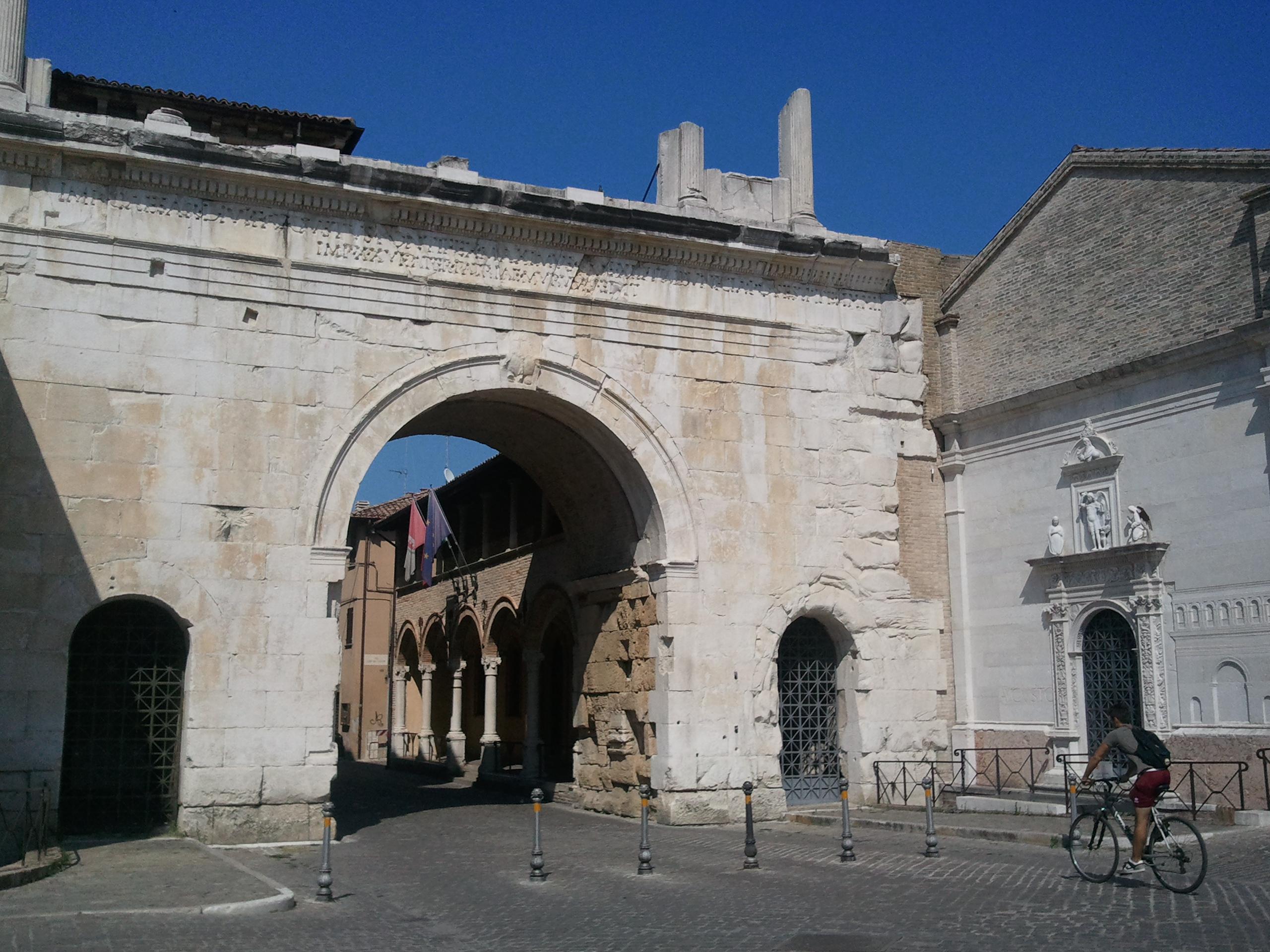
Boog van Augustus in Fano, met rechts de S. Michelekerk

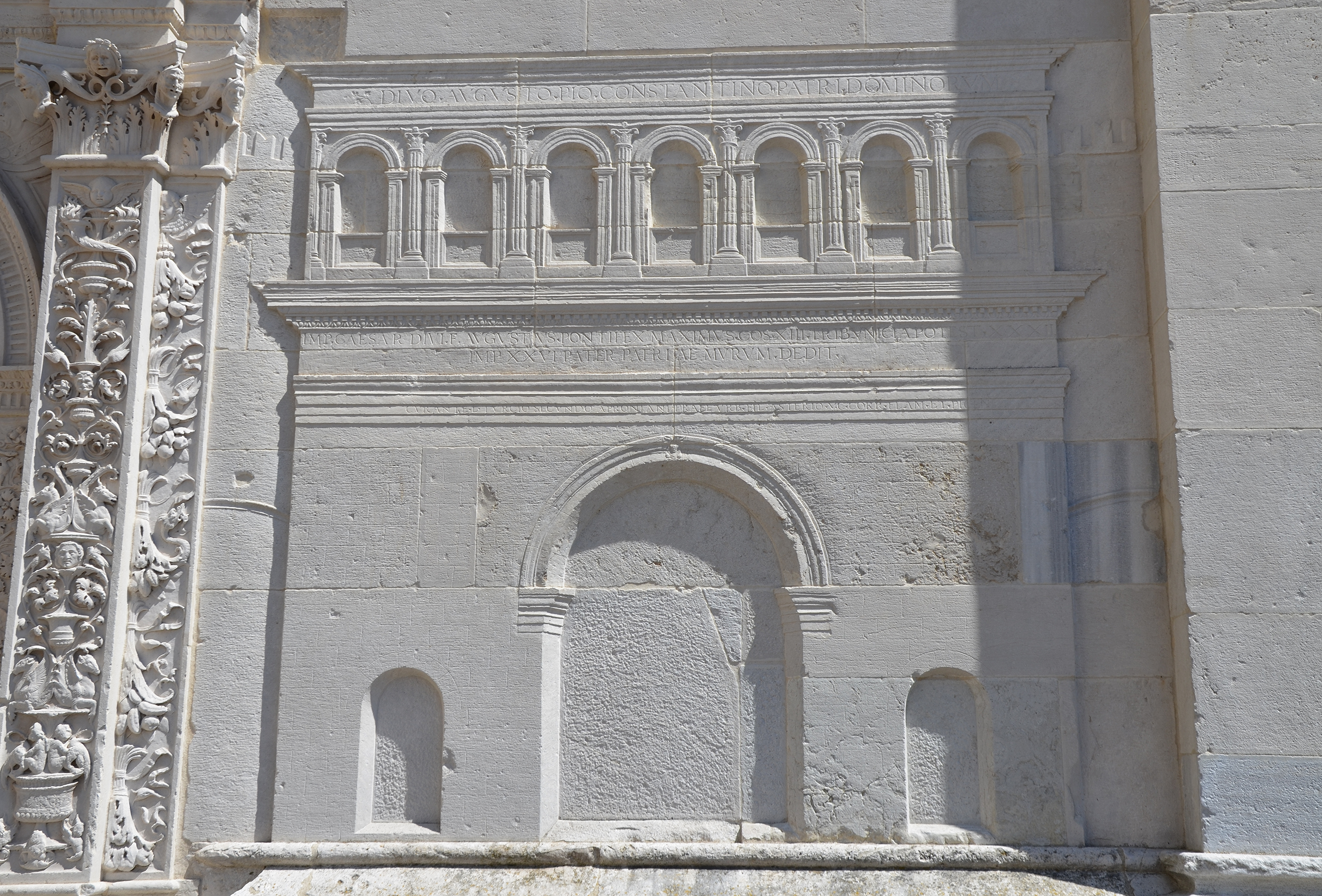
Bas-reliëf aan de S. Michelekerk: de oorspronkelijke boog van Augustus

De boog en de muren van Augustus (Italiaans: Arco di Augusto e mura augustee) bevinden zich in de Italiaanse stad Fano, in de regio Le Marche. Ze dateren van de eerste eeuw n.Chr., ten tijde van het bestuur van keizer Augustus.

## Historiek
Tot de tijd van keizer Augustus heette de stad Fanum Fortunae; Augustus hernoemde haar tot Colonia Julia Fanestris.
De boog, naar hem genoemd, is gebouwd in het jaar 9 n.Chr. Het was de belangrijkste toegangspoort tot de stad. De stadspoort bevond zich op de plek waar de Via Flaminia toekwam in Fanum Fortunae. Dit was in het zuidwesten van de stad. De Via Flaminia verbond Rome met Rimini en bereikte in Fanum Fortunae de Adriatische Zee, vanuit Rome bekeken. Links en rechts van de boog stond vroeger een toren.
Keizer Augustus liet de stad ommuren; dit vond eveneens plaats in het begin van de eerste eeuw n.Chr, gelijktijdig met de bouw van de boog van Augustus. De stadsmuren waren meer dan 1,5 km lang en omsloten een voor die tijd grote stad. Het oppervlak van Fanum Fortunae bedroeg hiermee zowat 18 hectare. Veel van deze Romeinse muren bestaan heden nog. De boog van Augustus was een deel van de stadsomwalling. Het was dus geen triomfboog ter ere van Augustus.
De boog bevatte drie doorgangen, met de middelste toegang als grootste. Bovenop het bouwwerk stond aanvankelijk een verdiep met een pseudoportiek, waarbij zeven vensters stonden, geflankeerd door zuilen. De bovenbouw werd in puin geschoten tijdens belegeringen van de stad in 1463. Het waren de troepen onder leiding van Federico da Montefeltro die de stad bestookten en veroverden; hierna tekende Sigismondo Malatesta de overgave. 
Een bas-reliëf in de nabij gelegen San Michelekerk toont de volledige boog van Augustus: de drie doorgangen beneden en de zeven arcaden op het eerste verdiep.